# Subdomínio
Subdomínio são as ramificações do domínio principal, algo muito utilizado em grandes sites. No site suporte.seudomínio.com.br, por exemplo, *.seudomínio.com.br é o domínio e "suporte" é o subdomínio, que tem a função de conduzir o usuário diretamente à seção específica do site.

Quando essa função é utilizada, ela serve para facilitar para a manutenção do domínio, identificando facilmente os serviços disponibilizados a quem vá acessar o domínio. Por exemplo: forum.seudominio.com.br, chat.seudominio.com.br, mail.seudominio.com.br.